# La fiaba dello zar Saltan (film)
La fiaba dello zar Saltan (Сказка о царе Салтане) è un film del 1966 diretto da Aleksandr Lukič Ptuško.